# 王宏 (控制工程专家)
王宏，控制理论与控制工程专家，中华人民共和国教育部长江学者讲座教授，曼彻斯特大学终身正教授，国际电气工程师学会会士，国际测量与控制学会会士，主要从事输出概率密度函数控制、故障检测和诊断等方面的研究工作。

## 生平
王宏1982年本科毕业于淮南矿业学院，1984年和1987年毕业于华中理工大学，先后获得硕士、博士学位。现任曼彻斯特大学终身正教授。